# Pekka Utriainen
Pertti "Pekka" Utriainen, född 23 oktober 1937 i Viborg, död 26 mars 2020 i Vasa, var en finländsk fotbollsspelare och -tränare.
Utriainen föddes 1937 i Viborg men flyttade under krigsåren till Vasa där han som ung pojke fattade intresse för fotbollen.
Som spelare var Utriainen anfallare och mittfältare. Han representerade VPS (1954–1958), IFK Holmsund (1959–1967) och Vasa IFK (1968–1973) samt gjorde två landskamper för Finland (1963).
Efter spelarkarriären har han varit tränare för vasaföreningarna Vasa IFK, BK-48 och BK-IFK samt mångårig styrelsemedlem i tränarföreningen i Finland (1985–2012). Hans största insats som tränare var arbetet med juniorer och deras individuella utveckling, dels via träningsläger, dels via den ungefär tio år långa perioden som Vörå idrottsgymnasiums första avlönade fotbollstränare. Utriainen var även en av grundarna bakom ungdomscupen Wasa Football Cup.